# Pikku Kuntsavärri
Pikku Kuntsavärri är en kulle i Finland. Den ligger i Utsjoki kommun i landskapet Lappland, i den norra delen av landet, 1 000 km norr om huvudstaden Helsingfors. Toppen på Pikku Kuntsavärri är 320 meter över havet.
Terrängen runt Pikku Kuntsavärri är huvudsakligen platt. Trakten runt Pikku Kuntsavärri är nära nog obefolkad, med mindre än två invånare per kvadratkilometer. Det finns inga samhällen i närheten. Omgivningarna runt Pikku Kuntsavärri är i huvudsak ett öppet busklandskap.